# Anton Johannes Waldeyer

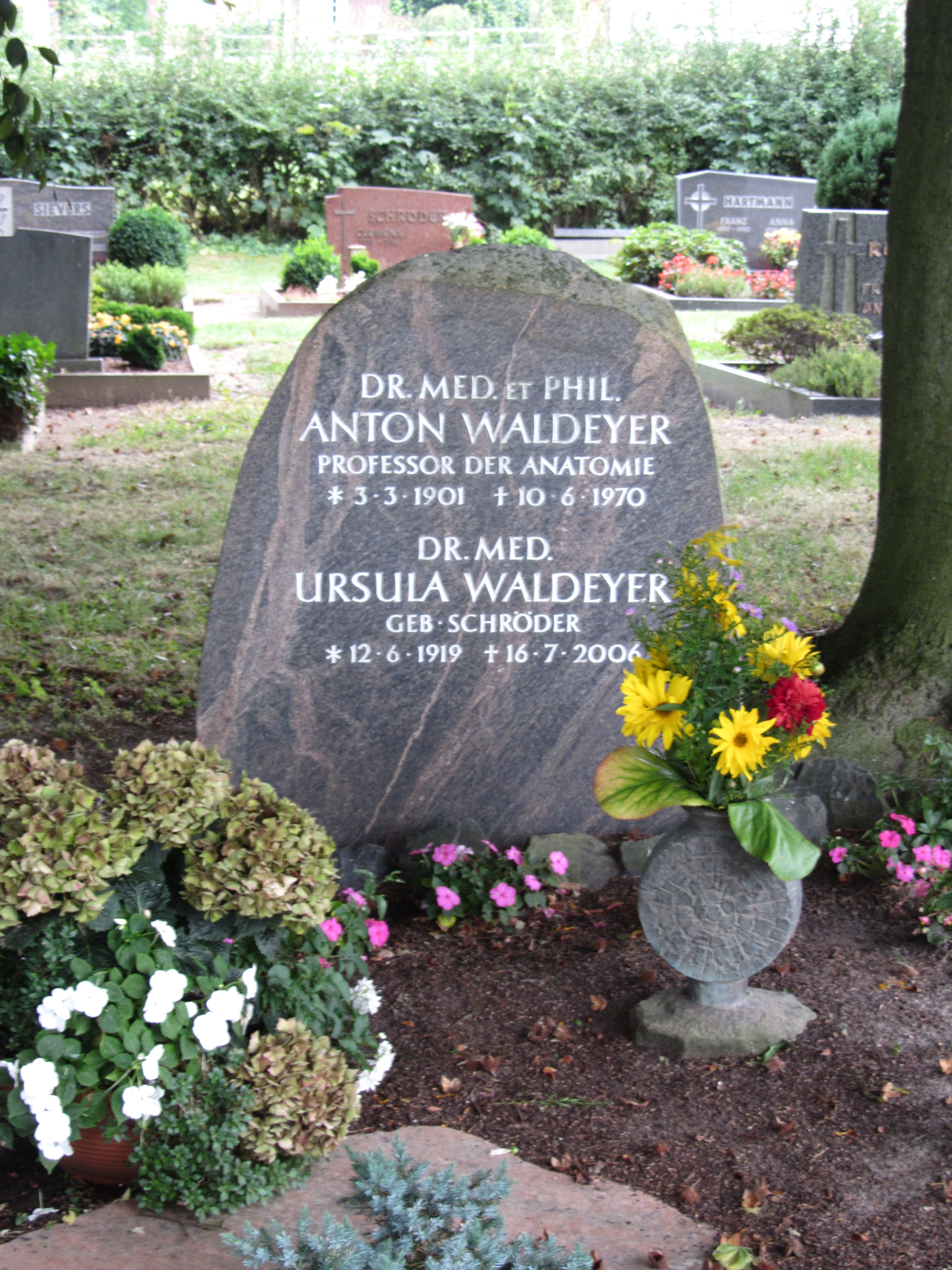
Nagrobek Antona Johannesa Waldeyera

Anton Johannes Waldeyer (ur. 3 marca 1901 w Tietelsen, zm. 10 czerwca 1970 w Berlinie) – niemiecki anatom. Jego stryjecznym dziadkiem był Heinrich Wilhelm Waldeyer.

## Życiorys
Studiował na Uniwersytecie Juliusza i Maksymiliana w Würzburgu oraz Uniwersytecie Ludwika i Maksymiliana w Monachium, gdzie w 1925 roku ukończył studia. Od 1931 roku wykładał na Uniwersytecie Fryderyka Wilhelma w Berlinie, początkowo jako privatdozent, od 1936 roku jako profesor nadzwyczajny.
W 1942 roku ukazał się pierwszy tom jego podręcznika anatomii Anatomie des Menschen, który w 2009 miał 18. wydanie.